# Spotify Kids

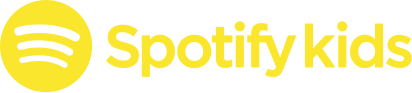
Logotipo do Spotify Kids

Spotify Kids é um aplicativo móvel que permite que as crianças naveguem no Spotify enquanto fornece aos pais o controle dos pais. O aplicativo também inclui conteúdo com curadoria para crianças, como audiolivros, canções de ninar e histórias para dormir. Apenas os assinantes do plano de assinatura Premium Family do Spotify podem acessar o aplicativo, que foi descrito como um método para aumentar as assinaturas do plano.

## Função
Spotify Kids é um aplicativo móvel que permite que as crianças naveguem no Spotify com o controle dos pais. Usando o aplicativo, os pais podem ver o histórico de escuta de seus filhos, bloquear músicas específicas e compartilhar listas de reprodução com seus filhos. O aplicativo também inclui canções para cantar junto, listas de reprodução projetadas para crianças e audiolivros com curadoria, canções de ninar e histórias para dormir. O acesso está incluído no plano de assinatura Premium Family do Spotify, e é exclusivo para assinantes do plano. Os usuários podem configurar o aplicativo para uma faixa etária específica no primeiro lançamento.
As listas de reprodução no Spotify Kids são organizadas por grupos incluindo Discovery Kids, Nickelodeon, Universal Pictures e The Walt Disney Company. Todo o conteúdo do aplicativo Spotify Kids é organizado por editores. Desde O primeiro parâmetro é necessário, mas foi fornecido incorretamente! de  2021, havia cerca de 8.000 músicas disponíveis na plataforma.
O design do aplicativo Spotify Kids é colorido e a interface do usuário varia dependendo da faixa etária para a qual o aplicativo está configurado.

## Propósito
O Spotify Kids foi projetado para seguir os regulamentos sobre consentimento e coleta de dados para aplicativos usados por crianças. O TechCrunch o descreveu como "amplamente projetado para impulsionar as inscrições para a assinatura de nível superior do Spotify, o plano Família Premium de $ 14,99 (USD) por mês".

## Lançamento
Spotify Kids está disponível para iOS e Android. Depois de ser testado em versão beta na Irlanda em outubro de 2019, ele foi lançado como beta em todo o Reino Unido em 11 de fevereiro de 2020. Posteriormente, foi lançado na Suécia, Dinamarca, Austrália, Nova Zelândia, México, Argentina e Brasil . Em 31 de março de 2021, ele foi disponibilizado na França, Canadá e Estados Unidos.